# Trofeu Laigueglia
El Trofeu Laigueglia és una cursa ciclista italiana que es disputa pels voltants de la vila de Laigueglia, a la Ligúria, Itàlia.
La primera edició de la cursa es disputà el 1964, sent guanyada per Guido Neri. Entre el 2005 i el 2014 la cursa formà part del calendari de l'UCI Europa Tour amb una categoria 1.1. Entre el 2015 i el 2019 va tenir categoria 1.HC i des del 2020 forma part de l'UCI ProSeries, el segon nivell de ciclisme internacional.

## Palmarès
| Any  | Vencedor                 | Segon                       | Tercer                          |
| ---- | ------------------------ | --------------------------- | ------------------------------- |
| 1964 | Guido Neri               | Antonio Bailetti            | Vincenzo Meco                   |
| 1965 | Marino Vigna             | Luciano Galbo               | Vito Taccone                    |
| 1966 | Antonio Bailetti         | Flaviano Vicentini          | Graziano Battistini             |
| 1967 | Franco Bitossi           | Luciano Armani              | Jan Janssen                     |
| 1968 | Michele Dancelli         | Luciano Armani              | Leo Duyndam                     |
| 1969 | Claudio Michelotto       | Eddy Merckx                 | Franco Bitossi                  |
| 1970 | Michele Dancelli         | Cyrille Guimard             | Emilio Casalini                 |
| 1971 | Italo Zilioli            | Mauro Simonetti             | Wladimiro Panizza               |
| 1972 | Wilmo Francioni          | Eddy Merckx                 | Roger De Vlaeminck              |
| 1973 | Eddy Merckx              | Roger De Vlaeminck          | Leif Mortensen                  |
| 1974 | Eddy Merckx              | Enrico Paolini              | Felice Gimondi                  |
| 1975 | Gianbattista Baronchelli | Christian De Buysschere     | Roger De Vlaeminck              |
| 1976 | Franco Bitossi           | Gianbattista Baronchelli    | Joseph Borguet                  |
| 1977 | Freddy Maertens          | Giuseppe Saronni            | Bernt Johansson                 |
| 1978 | Knut Knudsen             | Dino Porrini                | Francesco Moser                 |
| 1979 | Pierino Gavazzi          | Giuseppe Saronni            | Francesco Moser                 |
| 1980 | Roger De Vlaeminck       | Giuseppe Martinelli         | Francesco Moser                 |
| 1981 | Giuseppe Saronni         | Pierino Gavazzi             | Roger De Vlaeminck              |
| 1982 | Theo de Rooij            | Mario Noris                 | Wladimiro Panizza               |
| 1983 | Claudio Torelli          | Gregor Braun                | Willy Vigouroux                 |
| 1984 | Giuseppe Petito          | Johan van der Velde         | Claudio Torelli                 |
| 1985 | Ron Kiefel               | Vittorio Algeri             | Gilbert Glaus                   |
| 1986 | Mauro Longo              | Giuseppe Calcaterra         | Roberto Pagnin                  |
| 1987 | Gilbert Glaus            | Valerio Piva                | Pierino Gavazzi                 |
| 1988 | Paolo Cimini             | Stefano Allocchio           | Alessio Di Basco                |
| 1989 | Pierino Gavazzi          | Marco Vitali                | Silvio Martinello               |
| 1990 | Rolf Sørensen            | Giovanni Fidanza            | Bruno Leali                     |
| 1991 | Pascal Richard           | Giuseppe Petito             | Gérard Rué                      |
| 1992 | Sammie Moreels           | Andrea Ferrigato            | Frédéric Moncassin              |
| 1993 | Lance Armstrong          | Stefano Della Santa         | Leonardo Sierra Sepúlveda       |
| 1994 | Rolf Sørensen            | Andrea Chiurato             | Ievgueni Berzin                 |
| 1995 | Johan Museeuw            | Stefano Zanini              | Fabio Baldato                   |
| 1996 | Frank Vandenbroucke      | Rodolfo Massi               | Michele Coppolillo              |
| 1997 | Michele Bartoli          | Francesco Frattini          | Francesco Casagrande            |
| 1998 | Pascal Chanteur          | Eddy Mazzoleni              | Paolo Bettini                   |
| 1999 | Paolo Savoldelli         | Andrea Ferrigato            | Davide Rebellin                 |
| 2000 | Daniele Nardello         | Giuseppe Petito             | Andrei Kivilev                  |
| 2001 | Mirko Celestino          | Daniele Nardello            | Davide Rebellin                 |
| 2002 | Danilo Di Luca           | Eddy Mazzoleni              | Serge Baguet                    |
| 2003 | Filippo Pozzato          | Fabio Sacchi                | Fabio Baldato                   |
| 2004 | Filippo Pozzato          | Lorenzo Bernucci            | Romāns Vainšteins               |
| 2005 | Kim Kirchen              | Franco Pellizotti           | Paolo Tiralongo                 |
| 2006 | Alessandro Ballan        | Steven Cummings             | Rinaldo Nocentini               |
| 2007 | Mikhaïl Ignàtiev         | Mirco Lorenzetto            | Filippo Pozzato                 |
| 2008 | Luca Paolini             | Daniele Pietropolli         | Maximiliano Richeze Araquistain |
| 2009 | Francesco Ginanni        | Filippo Pozzato             | Enrico Rossi                    |
| 2010 | Francesco Ginanni        | Francesco Gavazzi           | Daniele Pietropolli             |
| 2011 | Daniele Pietropolli      | Simone Ponzi                | Ángel Vicioso Arcos             |
| 2012 | Moreno Moser             | Miguel Ángel Rubiano Chávez | Matteo Montaguti                |
| 2013 | Filippo Pozzato          | Francesco Reda              | Mauro Santambrogio              |
| 2014 | José Rodolfo Serpa Pérez | Patrik Sinkewitz            | Andrea Pasqualon                |
| 2015 | Davide Cimolai           | Francesco Gavazzi           | Aleksei Tsatévitx               |
| 2016 | Andrea Fedi              | Sonny Colbrelli             | Grega Bole                      |
| 2017 | Fabio Felline            | Romain Hardy                | Mauro Finetto                   |
| 2018 | Moreno Moser             | Paolo Totò                  | Matteo Busato                   |
| 2019 | Simone Velasco           | Nicola Bagioli              | Matteo Sobrero                  |
| 2020 | Giulio Ciccone           | Biniam Girmay               | Diego Rosa                      |
| 2021 | Bauke Mollema            | Egan Bernal Gómez           | Mauri Vansevenant               |
| 2022 | Jan Polanc               | Juan Ayuso Pesquera         | Alessandro Covi                 |
| 2023 | Nans Peters              | Andrea Vendrame             | Alessandro Covi                 |
| 2024 | Lenny Martinez           | Andrea Vendrame             | Juan Ayuso Pesquera             |
| 2025 | Juan Ayuso Pesquera      | Cristian Scaroni            | Michael Storer                  |